# ハリス郡 (テキサス州)
ハリス郡（Harris County）は、アメリカ合衆国テキサス州南東部に位置している郡である。人口は4,731,145人（2020年国勢調査）で、テキサス州の郡の中では最大、全米でもカリフォルニア州のロサンゼルス郡、イリノイ州のクック郡（シカゴを擁する郡）に次いで第3位の人口を抱える郡である。郡庁所在地は同州最大、全米第4の都市ヒューストン（人口2,304,580人）である。同郡はヒューストン都市圏の中心となっている。ハリス郡はこの地域の初期植民者「ジョン・リチャードソン・ハリス」の名を取って命名された。

## 地理
アメリカ合衆国統計局によると、この郡は総面積4,604 km2 (1,778 mi2) である。このうち4,478 km2 (1,729 mi2) が陸地で127 km2 (49 mi2) が水域である。総面積の2.75%が水域となっている。

### 隣接する郡
- モンゴメリー郡  (北)
- リバティー郡  (北東)
- チェンバーズ郡  (東)
- ガルベストン郡  (南東)
- ブラゾリア郡  (南)
- フォートベンド郡  (南西)
- ウォーラー郡  (北西)

## 人口動態
2000年国勢調査で、この郡は人口3,400,578人、1,205,516世帯、及び834,217家族が暮らしている。人口密度は759/km2 (1,967/mi2) である。290/km2 (751/mi2) の平均的な密度に1,298,130軒の住宅が建っている。この郡の人種的な構成は白人58.73%、アフリカン・アメリカン18.49%、先住民0.45%、アジア5.14%、太平洋諸島系0.06%、その他の人種14.18%、及び混血2.96%である。ここの人口の32.93%はヒスパニックまたはラテン系である。
この郡内の住民は29.00%が18歳未満の未成年、18歳以上24歳以下が10.30%、25歳以上44歳以下が33.40%、45歳以上64歳以下が19.80%、及び65歳以上が7.40%にわたっている。中央値年齢は31歳である。女性100人ごとに対して男性は99.20人である。18歳以上の女性100人ごとに対して男性は97.00人である。
この郡内の世帯ごとの平均的な収入は42,598米ドルであり、家族ごとの平均的な収入は49,004米ドルである。男性は37,361米ドルに対して女性は28,941米ドルの平均的な収入がある。この郡の一人当たりの収入 (per capita income) は21,435米ドルである。人口の15.00%及び家族の12.10%は貧困線以下である。全人口のうち18歳未満の19.60%及び65歳以上の12.20%は貧困線以下の生活を送っている。

## 都市及び町
- Atascocita (自治体地域に組み込まれない)
- Barrett (自治体地域に組み込まれない)
- ベイタウン
- Bellaire
- Bunker Hill Village
- Channelview (自治体地域に組み込まれない)
- Cloverleaf (自治体地域に組み込まれない)
- Crosby (自治体地域に組み込まれない)
- Cypress (自治体地域に組み込まれない)
- Deer Park
- El Lago
- フレンズウッド
- Galena Park
- Hedwig Village
- ハイランズ (自治体地域に組み込まれない)
- Hilshire Village
- ヒューストン
- Humble
- Hunters Creek Village
- Jacinto City
- Jersey Village
- Katy
- Klein (自治体地域に組み込まれない)
- La Porte
- League City
- Missouri City
- Morgan's Point
- Nassau Bay
- パサデナ
- ペアランド（小部分）
- Piney Point Village
- Seabrook
- Sheldon (自治体地域に組み込まれない)
- Shoreacres
- サウスヒューストン
- Southside Place
- スプリング (自治体地域に組み込まれない)
- Spring Valley
- Stafford
- Taylor Lake Village
- Tomball
- ウォーラー
- Webster
- West University Place